# 本田美奈子.
本田美奈子（本名：工藤美奈子，1967年7月31日—2005年11月6日）是日本歌手，80年代有日本麥當娜之稱。东京都葛饰区柴又出生，埼玉县朝霞市成长。
以偶像歌手身份進入演藝圈，1990年代後轉往音樂劇發展，為知名的音樂劇女演員、歌手。
東京成德短期大學附屬高校（現：東京成徳大学高等学校）普通科入学（為出道而轉學）→ 堀越高等學校畢業。與石野陽子、岡田有希子、長山洋子、南野陽子、永瀨正敏、森奈みはる等人為同學。

## 經歷
在日本節目「明星誕生!」決賽中落選。其後在原宿被星探發掘、參加少女隊的甄選而進入龐德企劃事務所。在1984年第8屆長崎歌謠祭中獲得首獎。翌年1985年以偶像歌手出道，同年獲得許多新人獎。由於在她之前已有同姓藝人工藤夕貴出道，為了有所區隔，將藝名字首取為本田（日本汽車廠HONDA），期望能進軍全世界；因為當時是松田聖子（MAZDA）的全盛期。
- 1985年以流行歌手出道，之後得到多個音樂獎項，同時於武道館舉行首個個人演唱會大成功。88年更組成全女班的樂隊"MINAKO with WILD CATS"，在音樂的世界裡經常挑戰各種不同種類的音樂。
- 1992年，成功從12000位競爭者脫穎而出，有機會飾演著名音樂劇《西貢小姐》的女主角，長達一年六個月的長時間演出，令她得到更多演出的機會，在音樂劇界得到極高的評價。
- 2000年8月，參與由悉尼管弦樂團主辦的「日澳親善演唱會」。10月在東京青山劇場舉行的出道15周年獨唱會中提倡「歌革命」，引來很大的回響。
- 2003年5月，推出首張古典大碟「AVE MARIA」，得到岩谷時子的支援，在古典樂曲上譜上日本歌詞，開拓出古典音樂的全新面貌，在各方面也引起很大話題。
- 2004年5月，本田美奈子在安東尼·德弗札克死後100年，把他的交響樂曲「新世界」親自譜上新詩推出細碟。同時在全國舉行的音樂劇《克勞狄亞》中飾演女主角得到一致好評。
- 2004年11月、在電視節目中接受細木數子的建議，在名字最後加上「.」→（本田美奈子.）使名字總筆劃達到31劃，最後的「.」不發音。
- 2005年1月誤以為罹患感冒而赴醫院時，被診斷出急性骨髓性白血病而緊急住院。經過三次化療後，5月再接受臍帶血移植。後來發現染色體出現異常，試用美國製造的新特效藥，病況一時好轉，然而在10月再次發現染色體異常，11月初入院，最後於2005年11月6日凌晨4時38分辭世，享年38歲。

## 獲獎記錄
- 1984年第8回長崎音樂節最高獎
- 第4回巨大都市音樂節(東京)最優秀新人鑽石獎
- 第11回日本TV音樂新人獎
- 85全日本歌謠音樂節銀獎
- 第16回日本歌謠大賞優秀廣播音樂新人獎
- 第18回日本有綫大獎新人獎(TBS)
- 第18回全日本有綫大獎新人獎(YTV)
- 第23回日本唱片大獎新人獎(TBS)
- 第23回流行音樂部新人獎
- 第12回日本TV音樂節金之鳩獎
- ANB'86全日本歌謠音樂節最優秀獎
- 第19回日本有綫大獎有綫音樂獎受獎(TBS)
- 1987年音樂獎最佳'87第1位(女性部)
- 2003年第二回日本浴衣大獎(三越劇場)等多數。

## 作品列表

### 單曲
1. 殺意假期（殺意のバカンス）（1985年4月20日）
2. 說你愛我（好きと言いなさい）（1985年7月20日）
3. 青色週末（青い週末）（1985年8月31日）
  - 限定5万枚。ハート型カラーレコード。
4. Temptation（誘惑）（1985年9月28日）
  - 東芝「石油ファンヒーター」廣告曲。
5. 1986年のマリリン（1986年2月5日）
6. Sosotte（1986年5月1日）
  - 東芝「イマージュ」廣告曲。
7. HELP（1986年7月23日）
  - 公共広告機構宣傳曲。
8. the Cross -愛の十字架-（1986年9月3日）
  - 作曲はゲイリー・ムーア
9. Oneway Generation（1987年2月4日）
  - 東京放送TBS系連續劇「我的爸爸是主播」主題歌。
10. CRAZY NIGHTS（1987年4月22日）
  - 12吋單曲。東芝「イマージュ」廣告曲。富士電視台系「フローズンホラーショー」主題歌。
  - 布賴恩·梅（皇后樂隊）擔綱製作。
11. GOLDEN DAYS（1987年5月11日）
  - 僅於英國發行。布賴恩·梅（皇后樂隊）擔綱製作。
12. HEART BREAK（1987年6月22日）
13. 孤獨的颶風（孤独なハリケーン）（1987年9月9日）
  - 松竹電影「パッセンジャー」主題歌。
14. 悲傷的SWING（悲しみSWING）（1987年11月25日）
15. 你與、熱帶（あなたと、熱帯）（1988年7月6日）
  - 「MINAKO with WILDCATS」名義。
16. Stand Up～Full Metal Armor（1988年11月30日）
  - 「MINAKO with WILDCATS」名義。
17. 隨我高興（勝手にさせて）（1989年5月31日）
  - 「MINAKO with WILDCATS」名義。
18. 7th Bird "愛に恋"（1989年月11日）
  - Autorama7周年廣告曲。
19. 香格里拉（SHANGRI-LA）（1990年7月4日）
20. 翅膀（つばさ）（本田美奈子）（1994年5月25日）
21. 搖籃曲～讓我溫柔地抱著你（ら・ら・ば・い～優しく抱かせて）（1995年5月10日）
  - 讀賣電視台・日本電視台系動畫「魔法騎士雷阿斯」片尾曲。
22. 來我家住吧（僕の部屋で暮らそう）（1995年7月26日）
  - TBS系「TICOS」主題歌。
23. Fall In Love With You -墜入愛河（恋に落ちて）（1995年11月6日）
  - TBS系綜藝節目「ウェディングベル」片尾曲。
24. shining eyes（1996年7月21日）
25. 風的歌（風のうた）（1999年11月21日）
  - 富士電視台系動畫「Hunter × Hunter」片尾曲。
26. Honey（2000年10月21日）
  - 出道15周年記念。
27. 星空（2001年1月24日）
  - 本田美奈子／影山ヒロノブ／櫻井智・横山智佐名義。PS2電玩「DOG OF BAY」主題歌。
28. ナージャ!!（2003年2月21日）
  - 朝日放送・朝日電視台系動畫「明日のナージャ」（妮嘉尋親記）主題歌。
29. 新世界（本田美奈子。）（2004年5月14日）
  - 生前最後一張單曲，也是改名為「本田美奈子。」發行的唯一單曲。

### 专辑
1. M症候群（1985年11月21日）
2. LIPS（本田美奈子。）|LIPS（1986年6月4日）
3. CANCEL（1986年9月28日）
4. OVERSEA（1987年6月22日）
5. Midnight Swing（1987年12月16日）
6. WILD CATS（1988年8月5日）
  - 「MINAKO with WILDCATS」名義。
7. 豹的(TARGET) （1989年7月5日）
  - 「MINAKO with WILDCATS」名義。
8. JUNCTION（1994年9月24日）
9. 晴 時 多雲（晴れ ときどき くもり）（1995年6月25日）
10. AVE MARIA（2003年5月21日）
11. 時（2004年11月25日）
12. 心を込めて...（2006年4月20日）
13. 安穩的世界（優しい世界）（2006年12月6日）

### 精选专辑
1. MINAKO COLLECTION（1986年12月20日）
2. Look over my shoulder（1988年10月26日）
3. LIFE -Minako Honda. Premium Best-（2005年5月21日）
4. 奇異恩典（アメイジング・グレイス）（2005年10月19日）
  - 收錄曲「奇異恩典（アメイジング・グレイス）」為公共廣告機構宣傳曲。
  - 收錄曲「奇異恩典（アメイジング・グレイス）」為日本電視台系連續劇「最後的南丁格爾」主題歌。
5. I LOVE YOU（2006年3月29日）

### 現場實況專輯
1. ザ・ヴァージン・コンサート（1986年2月20日）
2. DISPA 1987（1988年1月25日）

### 原聲帶
1. パッセンジャー（1987年10月26日）
2. 西貢小姐 -日本公演精選版-（1992年4月8日）
3. 西貢小姐 -帝劇公演完全現場版-（1993年5月19日）
4. 國王與我 -特別公演全幕現場版-（1998年2月18日）
5. 第十二夜 -精選・現場錄音版-（2003年11月14日）

### 其他專輯
1. ゴールデンベスト（1987年6月5日）
2. バラードコレクション（1989年6月7日）
3. best now（1989年9月13日，1990年11月14日）
4. SHANGRI-LA -BEST POP COLLECTION-（1990年12月12日）
5. Stand up -BEST BEAT COLLECTION-（1990年12月12日）
6. Big Artist Best Collection（1994年12月7日）
7. TWIN BEST（1998年5月13日）
8. 2000 millennium BEST（2000年5月24日）
9. Golden☆Best（2003年6月25日）
10. NEW BEST 1500（2005年8月24日）
11. CD&DVD THE BEST（2005年12月7日）

### CD BOX
- 美奈子・全仕事（1987年8月5日）
- 本田美奈子BOX（2004年12月15日）

### 錄影帶／DVD
1. The Virgin Live In Budokan
2. DANGEROUS BOND STREET
3. DRAMATIC FLASH
4. DISPA 1987
5. MINAKO in L.A.
6. 勝手にさせて
7. TROPICAL HOLIDAY
8. TROPICAL HOLIDAY In HAWAI

### 廣告
Toshiba Heater (1985) (Temptation 誘惑 ー 本田美奈子主唱)
Pocky (1986 - 本田美奈子主唱）
Toshiba Walky (Sneak Away - 本田美奈子主唱）
- 百奇（1988年）
- 白花油（1989年）

## 外部連結
- 本田美奈子。官方网站 （页面存档备份，存于） （日語）

1. ↑  .   [2021-04-04]. （原始内容存档于2016-02-02）.